# 박인희
박인희(한국 한자: 朴麟姬, 본명: 박춘호, 1946년 3월 15일~)는 대한민국의 노래하는 음유시인 가수 작사가 이자 작곡가 이고 방송인이다.
1970년대 대표적 통기타 가수 중 하나로 방송인으로 재능을 떨쳤다. 차분하고 청아한 음색의 소유자로 히트곡 〈그리운 사람끼리〉, 〈모닥불〉, <돌밥>, 자작시<얼굴>, <하얀 조가비>, <나무 벤치 길>,   <끝이 없는길>, <봄이 오는 길>, <세월아>, <방랑자>, 〈목마와 숙녀〉, <세월이 가면>, <겨울 바다>, <고향 바다>, <바다>, <약속>, <썸머 와인><스카 부로의 추억> 등이 있다.
이해인하고는 풍문여자중학교 동창이다.
1964년 숙명여자대학교 불문과 재학 중에 혼성 포크 듀엣 ‘뚜아에모아’(너와 나)의 멤버로 〈약속〉을 발표, 가수로 데뷔하였고 1971년 9월 21일 TBC가요대상 중창단부문에서 대상을 수상하였다.
그해 9월에 그룹을 해체하고 DBS 《3시의 다이얼》의 진행을 맡았으며, 이후 1981년까지 방송인으로 활동을 계속하였다.
글쓰기를 좋아하여 숙명여대 3학년 재학 중 지은 자작〈얼굴〉이 회자되어 《한국의 명시집》에 수록되기도 하였으며, 훗날 해인수녀와 주고받던 쪽지들이 모여 수필집 "우리 둘이는"(1987년)이 발간되고 시집으로는  "소망의 강가로"(1989년) 두 번째 시집  "지구의 끝에 있더라도"(1994년)가 있다
얼굴시는 "우리 들이는" 수필집에 먼저 실려 있고 첫 번째 시집인 "소망의 강가로" 에도 실려있다..

## 학력
- 서울봉래초등학교 (졸업)
- 풍문여자중학교 (졸업)
- 풍문여자고등학교 (졸업)
- 숙명여자대학교 불어불문학과 (졸업)